# A United Airlines 232-es járatának katasztrófája
A United Airlines 232-es járatát teljesítő, Denverből Chicagóba tartó McDonnell Douglas DC–10-es 1989. július 19-én szenvedett katasztrófát Sioux City-ben. A denveri felszállást követően nagyjából egy órával a farokrészen található hajtómű ventilátorfokozatából lapátok szakadtak ki, melyek károsították a gép hidraulikarendszerét. Az utazómagasságon (kb. 11.000 m) repülő légi jármű emiatt irányíthatatlanná vált. Az irányítás visszanyerését követően a pilóták Sioux City-ben kíséreltek meg kényszerleszállást. Bár a fedélzeten tartózkodó 296 főből 112 életét vesztette, az eset kiváló példa a személyzet tagjai közti együttműködésre, mellyel sikerült megmenteni az utasok csaknem kétharmadának életét.

## A baleset

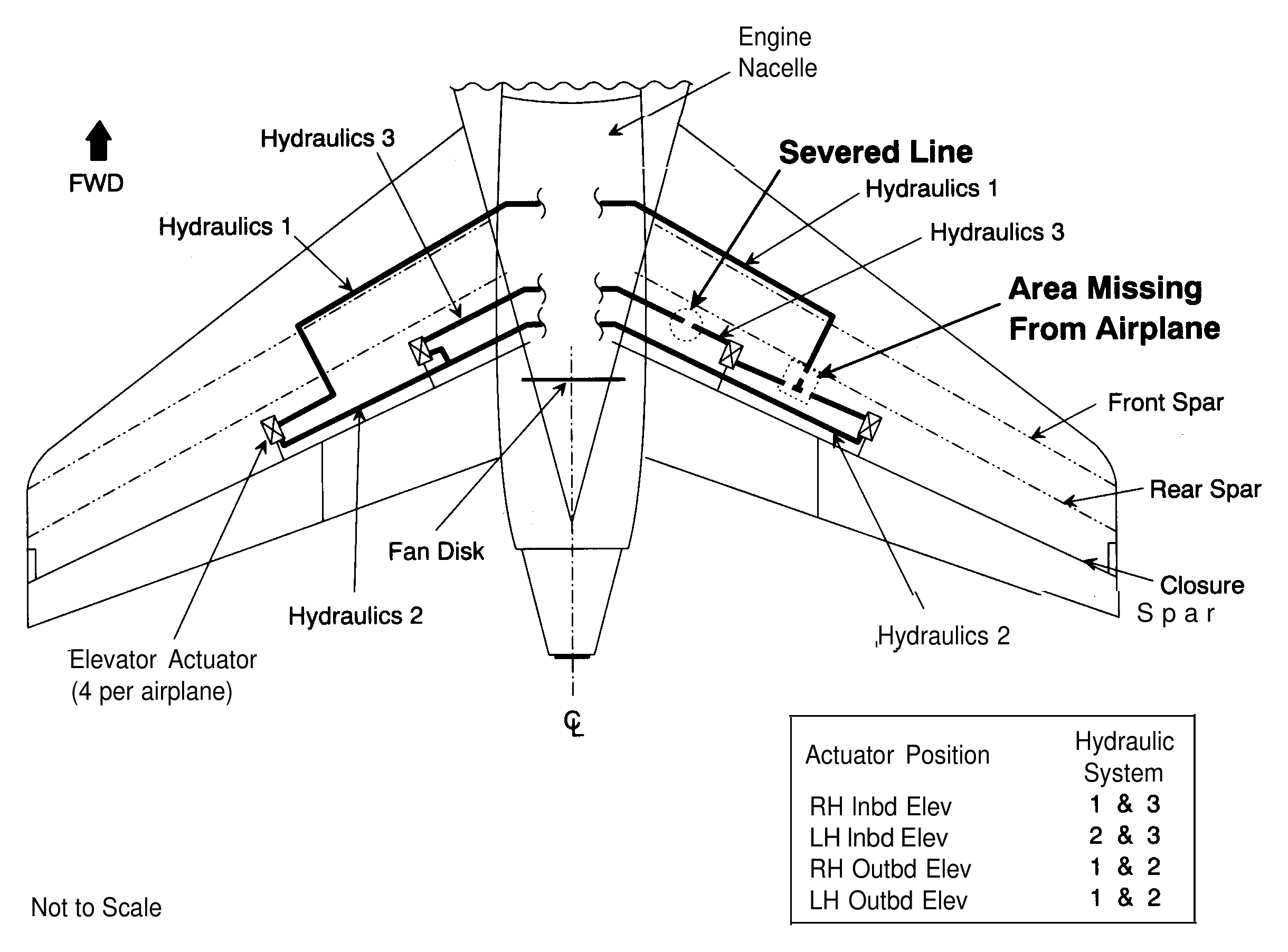

A repülőgép 14 óra 09 perckor szállt fel Denverből. 15 óra 16 perckor egy addig nem észlelt gyártási hiba következtében a 2-es hajtómű ventilátorfokozata szétrobbant, és a szétrepülő alkatrészek megrongálták mindhárom hidraulikarendszert. Ezzel egyidőben a robotpilóta leoldott. William R. Records első tiszt átvette a gép vezetését, míg Alfred C. Haynes kapitány a hajtóműhibával kezdett foglalkozni, és Dudley J. Dvorak fedélzeti mérnök tanácsára elzárta a sérült 2-es hajtómű üzemanyagellátását.
15 óra 29 perckor a személyzet segítségként a pilótafülkébe hívta a járaton utazó Dennis E. Fitch oktatókapitányt. Csakhamar kiderült, hogy a DC-10-es nem reagál a kormánymozdulatokra: a gép jobbra dőlt, és leadta az orrát, melyet a kormányok balra kitérítésével sem sikerült korrigálni. Attól tartva, hogy az utasszállító háthelyzetbe fordul, a pilóták alapjáratra vették vissza a bal szárny alatti hajtómű teljesítményét, míg a jobb oldali hajtómű teljesítményét a maximálisra növelték, ezzel - ha lassan is - sikerült stabilizálni a gépet.
Miután a hajtóművek tolóerejének változtatásával részben sikerült visszanyerni a gép fölötti irányítást, a személyzet Sioux City-ben kísérelt meg kényszerleszállást. A megközelítéskor a vízszintes sebesség az előírt 140 csomó (260 km/h) helyett 220 csomó (410 km/h) volt, míg a gép 9,4 m/s sebességgel süllyedt. Másodpercekkel a földet érés előtt a jobbra dőlés váratlanul erősebbé vált, és a gép leadta az orrát. Dennis Fitch azonnal ütközésig tolta előre mindkét működő hajtómű gázkarját, de a hajtóműveknek már nem volt idejük felpörögni, és a gép földet ért.
Elsőként a jobb szárny ért talajt, a belőle kiömlő kerozin pedig azonnal meggyulladt. Ezzel egyidőben a törzs hátsó szekciója leszakadt, a gép pedig többször elpattant. A becsapódás, a tűz és a füst következtében 112 ember vesztette életét. A túlélők többsége a törzs középső részén foglalt helyet. A pilótafülkében tartózkodók súlyos sérülésekkel túlélték a becsapódást, azonban a mentőegységek csak több mint fél óra elteltével emelték ki őket a roncsok közül.